# وانس
وانس (به فرانسوی: Vence) یک کمون در فرانسه است که در Canton of Vence واقع شده‌است.

## خصوصیات
وانس ۳۹٫۲۳ کیلومترمربع مساحت و ۱۹٬۲۴۱ نفر جمعیت دارد و ۳۲۵ متر بالاتر از سطح دریا واقع شده‌است.

## خواهرخوانده
شهر لان‌اشتاین خواهرخواندهٔ وانس هست.

## م
1. ↑  مشارکت کنندگان ویکی‌پدیای انگلیسی. «Vence».